# Le Capitaine « Au mur »
Le Capitaine « Au mur » est un chant écrit en 1871 par Jean Baptiste Clément à propos de la répression durant la Commune de Paris. Il a été mis en musique par Max Rongier.
Dans ce texte en dialogue, un capitaine versaillais aviné envoie aveuglément les prisonniers au peloton d’exécution. Le « mur » fait référence au mur des Fédérés du Cimetière du Père-Lachaise, devant lequel 147 fédérés ont été fusillés par l'armée versaillaise, durant la Semaine sanglante.

## Paroles
| Au mur disait le capitaine La bouche pleine et buvant dur Au mur Qu’avez-vous fait ? Je suis des vôtres Je suis vicaire à Saint Bernard J’ai dû pour échapper aux autres Rester huit jours dans un placard Qu’avez vous fait ? Oh ! Pas grand chose De la misère et des enfants Il est temps que je me repose J’ai soixante dix ans Allons-y tout de suite Et fusillez-moi vite Au mur disait le capitaine La bouche pleine et buvant dur Au mur Qu’avez-vous fait ? Voici la liste Avec les noms de cent coquins Femmes et enfants de communistes Fusillez-moi tous ces gredins. Qu’avez-vous fait ? Je suis la veuve d’un officier Mort au Bourget Et tenez en voici la preuve Regardez s’il vous plaît. Oh ! Moi je porte encore Mon brassard tricolore Au mur disait le capitaine La bouche pleine et buvant dur Au mur Qu’avez-vous fait ? Quatre blessures Six campagnes et deux congés Je leur en ai fait voir de dures Je suis Lorrain, ils sont vengés Moi, j’étais dans une ambulance Les femmes ne se battent pas Et j’ai soigné sans différence Fédérés et soldats Moi, je m’appelle Auguste Et j’ai treize ans tout juste Au mur disait le capitaine La bouche pleine et buvant dur Au mur Qu’avez-vous fait ? Oh ! Je suis mort Un soldat sans doute enivré A tué mon père à la porte Et mon crime est d’avoir pleuré Qu’avez-vous fait ? Sale charogne Fais moi vite trouer la peau Car j’en ai fait de la besogne Avec mon chassepot Et d’un, tu vois ma lune Et deux, vive la commune ! Au mur disait le capitaine La bouche pleine et buvant dur Au mur |

## Interprètes
- Armand Mestral et Les Octaves dans l'album La Commune en chantant, mis en musique par Max Rongier. Collectif. Disque vinyle double LP 33 Tours, 1971 - AZ STEC LP 89 – Réédition CD 1988 – Disc AZ
- Serge Utgé-Royo dans l'album Contrechants… de ma mémoire, disque CD Volume 3. Bruno Daraquy / Cristine Hudin / Natacha Ezdra / Serge Utgé-Royo - Believe / Mistiroux Productions - 2009.
- Chansons de la Commune. 1871, par Serge Utgé-Royo, Francesca Solleville, Dominique Grange et Bruno Daraquy. CD inclus dans la BD Le Cri du Peuple de Tardi et Jean Vautrin